# Ли Чон Ук
Ли Чон Ук (кор. 이종욱?, 李鍾郁?, 12 апреля 1945, Сеул—22 мая 2006, Женева) — врач, специалист по общественному здравоохранению. В 2003—2006 годах занимал пост Генерального директора Всемирной организации здравоохранения.

## Биография
Ли Чон Ук (Ли — фамилия) родился 12 апреля 1945 года в Корее, бывшей на тот момент японской колонией. В семье был третьим ребёнком из шести, имеет трёх братьев и двух сестёр, два брата являются профессорами. После окончания школы Kyungbock High School (англ.) поступил в Сеульский национальный университет, где получил специальность доктора медицины. Во время учёбы добровольцем помогал больным лепрой в городе Аняне. Затем поступил в Гавайский университет, обучался общественному здравоохранению.
В 1981 году Ли вместе с женой переезжают в Американское Самоа, чтобы помогать бедным. Здесь он работает до 1983 года в медицинском центре Линдона Б. Джонсона, Ли получил прозвище «Швейцера Азии».
В 1983 году начинает работу в ВОЗ в качестве советника по проказе, занимался лечением лепры и туберкулёза на Фиджи, продвигал идею вакцинации детей. В 1994 году переехал в Женеву на работу в штаб-квартире ВОЗ в качестве директора Глобальной программы по вакцинам и иммунизации и исполнительного секретаря программы разработки детских вакцин. В 1995 году журнал Scientific American назвал его «царём вакцин». В 1998—1999 занимает пост Советника по вопросам политики Генерального директора ВОЗ Гру Харлем Брундтланд, в 1999—2000 — специальный представитель Генерального директора. С 2000 года возглавлял Департамент ВОЗ по борьбе с туберкулёзом.
21 мая 2003 года Всемирная ассамблея здравоохранения избрала его Генеральным директором ВОЗ сроком на 5 лет, вступил в должность 21 июля. На посту своей основной задачей Ли избрал борьбу с ВИЧ-инфекцией/СПИДом. За 3 года он успел посетить 60 государств, встречался со многими главами государств, включая Президента США Джорджа Буша, Президента Франции Жака Ширака и Председателя КНР Ху Цзиньтао. Написал ряд публикаций наиболее значительных проблем в области здравоохранения. Подготовил ежегодные доклады ВАЗ об исправлении недостатков в лечении СПИДа (2004), об уменьшении бремени страданий и смерти беременных с призывом «Не оставим без внимания каждую мать, каждого ребёнка» (2005), о разрешении кризиса кадровых ресурсов в развивающихся странах (2006). Доклад 2007 года должен был быть посвящён здравоохранению с особым акцентом на неразрывную связь между здоровьем, миром и безопасностью.
Скоропостижно скончался 22 мая 2006 года на 62 году жизни в реанимации больницы Женевского университета в результате инсульта, перенесённого 20 мая. Похоронен в Женеве. Соболезнования по поводу кончины Ли Чон Ука высказали многие общественные деятели.
Сегодня мир потерял великого человека. ЛИ Чон-вук был человеком убежденным и страстным. Он решительно отстаивал право каждого мужчины, каждой женщины и каждого ребенка на профилактику болезней и их лечение и выступал от имени наибеднейших слоев населения. Он решал самые трудные проблемы бескомпромиссно, придерживаясь при этом самых высоких принципов. Нам будет очень не хватать его, но память о большом вкладе ЛИ Чон-вука в общественное здравоохранение навсегда останется в нашей истории.Кофи Аннан, Генеральный секретарь ООН